# 東京農工大学の人物一覧
東京農工大学の人物一覧（とうきょうのうこうだいがくのじんぶついちらん）は、東京農工大学に関係する人物の一覧記事。

## OB

### 政界
- 竹山祐太郎 - 元建設大臣、元静岡県知事（東京帝国大学農学部実科卒）
- 西川公也 - 元農林水産大臣、衆議院議員
- 森下元晴 - 元厚生大臣（東京高等農林学校卒）
- 林田彪 - 元内閣府副大臣、元衆議院議員
- 吉川有美 - 経済産業大臣政務官、内閣府大臣政務官
- 大島実太郎 - 元衆議院議員（東京高等蚕糸学校卒）
- 加藤知正 - 元衆議院議員（東京高等蚕糸学校卒）
- 下元鹿之助 - 元衆議院議員（東京高等蚕糸学校卒）
- 八木一郎 - 元参議院議員（東京高等蚕糸学校卒）
- 西沢権一郎 - 元長野県知事（東京高等蚕糸学校卒）
- 西尾邑次 - 元鳥取県知事（東京高等農林学校卒）
- 登坂秀 - 元渋川市長（東京高等農林学校卒）
- 井上孝俊 - 元大和市長（東京農林専門学校卒）
- 高田茂 - 元飯田市長（東京高等蚕糸学校卒）
- 丸茂作太郎 - 元茅野市長（東京高等農林学校卒）
- 竹下悦男 - 元上田市長、元長野県総務部長
- ギナンジャール・カルタサスミタ - インドネシア共和国大統領諮問委員会委員、元地方代表議会（DPD、日本の参議院の機能に相当）初代議長、元経済・金融・産業担当調整大臣
- モルシェド・カーン - バングラデシュ人民共和国外務大臣、バングラデシュ民族主義党副総裁

### 財界
- 有賀修二 - 液晶技術者（元ジャパンディスプレイ社長、元ソニーモバイルディスプレイ社長）
- 池田正己 - ホテル経営者（ホテルオークラ東京会長兼社長、日本ホテル協会副会長）
- 岩崎輝弥 - 農場経営者、日本における鉄道ファンのパイオニア（東京帝国大学農科大学実科卒）
- 上原繁 - 自動車技術者（元本田技術研究所上席研究員）
- 大崎篤 - 自動車技術者（SUBARU社長CEO）
- 片倉三平 - 片倉財閥役員（元日東紡績会長、元松本松南高等学校理事長）
- 加藤太郎 - プラント技術者（元日本ガイシ社長）
- 神戸壽 - 起業家（ブレイン創業者）
- 金重辰雄 - 獣医師（日本動物高度医療センター創業者・元社長）
- 黒澤良二 - 自動車技術者（横浜マリノス社長、元日産自動車理事）
- 佐藤公平 - パチンコ経営者（元ダイナムジャパンホールディングス社長、元パチンコ・チェーンストア協会代表理事）
- 杉野文則 - 起業家（ビーマップ創業者・社長、モバイル・コンテンツ・フォーラム常務理事）
- 鈴木朋子 - 化学技術者（日立製作所技師長、日本学術会議会員）
- 能條武夫 - 繊維技術者（元シキボウ社長、元日本紡績協会会長、元東京農工大学同窓会長）
- 浜島裕英 - 自動車技術者（元ブリヂストンモータースポーツ・モーターサイクルタイヤ開発本部長）
- 藤波匠 - エコノミスト（日本総合研究所上席主任研究員、内閣府経済財政検討ユニットサブリーダー）
- 前田裕子 - 産学連携支援専門家（旭化成取締役、コーセー取締役、中外製薬監査役、九州大学理事、公立大学法人大阪監事）
- 森田浩一 - 自動車技術者（元ブリヂストン最高技術責任者兼中央研究所長、ネクセンタイヤ副社長、文部科学大臣表彰科学技術賞）

### 官界
- 池田一樹 - 元農林水産省顧問、元農林水産省消費・安全局長、元農林水産省大臣官房審議官
- 熊谷健一 - 元特許庁審判官、明治大学教授、元九州大学教授、元京都大学客員教授
- 藤村忠彦 - 元家畜改良センター新冠牧場長、元日本乳業協会常務理事、元全国牛乳普及協会専務理事
- 横井績 - 元農林水産省九州農政局長、元農林水産省農村振興局整備部長、進藤金日子後援会参与
- 鈴木祥一 - 会計検査院第2局長、元会計検査院事務総長官房審議官、元衆議院国土交通調査室首席調査員

### 学界
- 阿部治 - 環境教育学者、立教大学ESD研究センター長・教授
- 飯田弘之 - 計算機科学者、北陸先端科学技術大学院大学教授、将棋棋士七段
- 石井象二郎 - 昆虫学者、京都大学名誉教授、元日本昆虫学会会長
- 石橋整司 - 森林経理学者、東京大学生態水文学研究所長・教授、森林計画学会賞
- 伊豆田猛 - 環境学者、東京農工大学教授、大気環境学会会長
- 伊藤嘉昭 - 昆虫学者、名古屋大学名誉教授、南方熊楠賞
- 今泉吉晴 - 動物学者、都留文科大学名誉教授、小学館児童出版文化賞、日本翻訳出版文化賞
- 今福道夫 - 動物行動学者、京都大学名誉教授
- 大澤良 - 農学者、筑波大学生命環境系長・教授、日本育種学会会長
- 大野乾 - 遺伝学者、シティ・オブ・ホープ・ベックマン研究所終身特別研究員、全米科学アカデミー正会員、大野の法則提唱者
- 岡田眞里子 - 生物学者、大阪大学蛋白質研究所所長・教授、日本学術会議会員
- 小川浩史 - 海洋生物地球化学者、東京大学教授
- 奥田知明 - 化学者、慶應義塾大学教授、大気環境学会常任理事
- 尾崎博 - 薬理学者、東京大学名誉教授、元日本獣医薬理学・毒性学会会長、元日本学術会議会員、日本獣医学会賞
- 小原嘉明 - 動物行動学者、東京農工大学名誉教授
- 神﨑護 - 生態学者、京都大学名誉教授、日本熱帯生態学会会長
- 北山兼弘 - 生態学者、京都大学名誉教授、日本生態学会賞
- 木村順平 - 解剖学者、ソウル大学校教授、学校法人日本大学理事
- 日下部治 - 土木工学者、東京科学大学名誉教授、元国際圧入学会会長、元地盤工学会会長
- 工藤英一 - 農業経済学者、酪農学園大学名誉教授
- 弦間正彦 - 農業経済学者、早稲田大学教授、学校法人早稲田大学理事、早稲田大学地域・地域間研究機構長
- 小林信一 - 電気工学者、埼玉大学名誉教授
- 佐藤雅俊 - 林学者、東京大学名誉教授、木材・合板博物館館長
- 信田聡 - 林学者、東京大学名誉教授、日本木材加工技術協会会長
- 千石正一 - 動物学者、元自然環境研究センター研究主幹、どうぶつ奇想天外!などに出演
- 高橋伸一郎 - 内分泌学、東京大学教授
- 高橋英樹 - 植物病理学者、東北大学教授
- 武内ゆかり - 獣医動物行動学者、東京大学教授、元日本獣医動物行動研究会会長
- 竹島浩 - 生化学者、京都大学教授
- 竹山春子 - 生物工学者、早稲田大学規範科学総合研究所所長・教授、マリンバイオテクノロジー学会会長
- 田中章 - 環境学者、東京都市大学教授、日本造園学会賞
- 谷口尚 - 材料工学者、物質・材料研究機構フェロー、元日本高圧力学会会長、クラリベイト・アナリティクス引用栄誉賞
- 谷口浩成 - 電子情報工学者、大阪工業大学教授
- 田村孝浩 - 農業工学者、宇都宮大学准教授
- 円谷陽一 - 生化学者、埼玉大学教授
- 鳥居春己 - 哺乳類学者、奈良教育大学教授
- 並木美太郎 - 計算機科学者、東京農工大学教授
- 中野伸一 - 陸水学者、京都大学生態学研究センター長・教授、日本陸水学会会長
- 西村弘行 - 農学者、元東海大学副学長、元北翔大学学長、元北海道東海大学学長
- 藤沢袈裟利 - 経営工学者、東京農工大学教授
- 辨野義己 - 細菌学者、理化学研究所辨野特別研究室特別招聘研究員、文部科学大臣表彰科学技術賞
- 真木太一 - 農業気象学者、九州大学名誉教授、元日本農業気象学会会長、元日本農業工学会会長、紫綬褒章
- 益子正文 - 化学工学者、東京工業大学名誉教授、元日本トライボロジー学会会長
- 真子正史 - 園芸学者、東京農業大学教授
- 間多均 - 物理学者、帝京大学教授
- 三浦慎悟 - 哺乳類学者、早稲田大学名誉教授、元日本哺乳類学会会長
- 宮下英明 - 藻類学者、京都大学教授
- 宮脇昭 - 生態学者、横浜国立大学名誉教授、紫綬褒章、朝日賞（東京農林専門学校卒）
- 諸星静次郎 - 蚕糸学者、元東京農工大学学長、元日本学士院会員、元日本蚕糸学会会長、日本学士院賞、紫綬褒章
- 矢口芳生 - 農業経済学者、福知山公立大学名誉教授、日本農業経済学会賞
- 山﨑晃司 - 生態学者、東京農業大学教授、元日本クマネットワーク代表
- 山元大輔 - 行動遺伝学者、東北大学教授、元早稲田大学教授
- 吉村仁 - 生態学者、静岡大学名誉教授、元ニューヨーク州立大学兼任教授、元デューク大学客員研究教授
- 和田元 - 植物学者、東京大学名誉教授、元日本植物脂質科学研究会会長
- 和田昌久 - 化学者、京都大学教授

### 芸能
- 青木タイセイ - ミュージシャン（熱帯ジャズ楽団）
- 川谷絵音 - ミュージシャン（indigo la End、ゲスの極み乙女、ジェニーハイ、ichikoro）
- 休日課長 - ミュージシャン（ゲスの極み乙女。、DADARAY）
- 立川こはる - 落語家
- ハマカーン - 漫才師。コンビの2人共に卒業生
- ヒロ・オクムラ - お笑い芸人
- 八木正幸 - お笑いタレント（リビング70、元チェリーズ）（中退）
- 柳家小満ん - 落語家
- 柳家小八 - 落語家
- 山野もも - 女優、声優
- 三宅伸治 - ミュージシャン（中退）
- 和田文夫 - 俳優、声優

### 文芸
- 石川不二子 - 歌人、前川佐美雄賞、短歌研究賞
- 歌野晶午 - 小説家、日本推理作家協会賞、本格ミステリ大賞
- 荻窪圭 - フリーライター
- 川俣晶 - テクニカルライター
- 朽木寒三 - 作家
- 島比呂志 - 小説家
- 杉山満丸 - 作家
- 羽田節子 - 翻訳家
- 増田みず子 - 小説家

### 芸術
- 海野和男 - 昆虫写真家、日本自然科学写真協会会長
- 川島浩 - 写真家（東京高等農林学校卒）
- 富岡聡 - CG監督
- 宮武一貴 - メカニックデザイナー、イラストレーター

### マスコミ
- 佐藤栄作 - 気象予報士
- 田野和彦 - 朝日放送アナウンサー
- 中谷文彦 - NHKアナウンサー

### 競馬関係者
- 有吉正徳 - 競馬評論家
- 木實谷雄太 - ノーザンファーム天栄場長
- 国枝栄 - 日本中央競馬会調教師
- 後藤由之 - 日本中央競馬会調教師
- 小檜山悟 - 日本中央競馬会調教師
- 橋本邦治 - 競馬記者、評論家
- 森一誠 - 日本中央競馬会調教師

### その他
- 朝倉康心 - プロ雀士
- 入江聖奈 - ボクシング選手、日本女子ボクシング界初の金メダル獲得者
- 河添誠 - レイバーネット日本事務局長、元首都圏青年ユニオン書記長、反貧困ネットワーク副代表
- 坂本正治 - イメージ・シンセサイザー作家、環境デザイナー
- 鈴木由路 - ハンググライダー競技選手
- 髙﨑康嗣 - サッカー選手
- 塚原道夫 - ランドスケープアーキテクト、日本公園緑地協会北村賞
- 名和秀雄 - 元名和昆虫博物館館長
- 林次郎 - 造園家
- 古澤輝由 - サイエンスコミュニケーター、立教大学特任准教授
- 山下敦子 - パラグライディング選手
- 渡辺豊博 - 環境活動家、都留文科大学特任教授

## 教職員

### 農学部
- 梶井功 - 元学長、名誉教授、農業経済学者。
- 遠藤章 - 名誉教授、特別栄誉教授、生化学者。ガードナー国際賞、文化功労者。
- 梶光一 - 名誉教授、野生動物保護学。元日本哺乳類学会理事長。
- 藤井義晴 - 名誉教授、雑草学。
- 山根義久 - 名誉教授、獣医師。元日本獣医師会会長。日本動物高度医療センター創業者。
- 鬼頭秀一 - 元教授、環境倫理学。
- 高田秀重 - 教授、環境汚染解析分野。
- 山崎亮一 - 名誉教授、農業経済学。元農業問題研究学会代表幹事(学会長)。
- 蓮見惠司 - 名誉教授、応用生物化学。
- 高橋美貴 - 教授、歴史学。
- 大松勉 - 准教授、獣医学。
- 有江力 - 卓越教授/副学長(2023.4.1時点）、植物病理学。

### 工学部
- 小畑秀文 - 元学長、名誉教授、工学者。元国立高等専門学校機構理事長。元計測自動制御学会会長。
- 小谷善行 - 名誉教授、計算機科学者。
- 小林駿介 - 名誉教授、工学者。元国際液晶学会副会長。元日本液晶学会会長。日本学士院賞。
- 遠山茂樹 - 名誉教授、機械工学。
- 西村恕彦 - 名誉教授、計算機科学者。
- 細見正明 - 教授、環境化学工学。
- 松田和秀 - 教授、環境科学。大気環境学会常任理事。
- 松永是 - 元学長、名誉教授、工学者。海洋研究開発機構理事長。元電気化学会会長。
- 水内郁夫 - 准教授、機械電子工学。ロボット研究者、愛・地球博の全身筋骨格ロボットや植物ロボットなどを開発。
- 宮浦千里 - 副学長。
- 宮田清藏 - 元学長、名誉教授、工学者。元繊維学会会長。フランス共和国教育功労章。

### その他
- 白石昌則 - 元生協職員。「生協の白石さん」として知られる。
- 中村修二 - 経営協議会委員、特別栄誉教授。